# Furoshiki
Furoshiki (jap. 風呂敷 furoshiki) – chusta z materiału, o różnych rozmiarach, służąca w Japonii tradycyjnie do owijania, pakowania i przenoszenia różnego rodzaju przedmiotów.
Furoshiki było używane prawdopodobnie już w okresie Nara (710–794), lecz dzisiejsze znaczenie oraz nazwę zyskał w okresie Edo (1603–1868). Nazwa wywodzi się od materiału, używanego w tym okresie w łaźniach publicznych (sentō), w który zawijane były mokre ręczniki oraz ubrania (słowo furo oznacza łaźnię, zaś shiki rozłożenie). Zanim furoshiki zaczęto używać w łaźniach, znane było jako hira-zutsumi, hira-tsutsumi. 
Dzisiejsze furoshiki mogą być wykonane z różnych typów tkanin, jak: jedwab, krepa, bawełna, wiskoza lub nylon. Mogą posiadać tradycyjny wzór, bądź być zabarwione specjalną techniką shibori. Nie istnieje jeden standardowy rozmiar furoshiki – spotykane są tkaniny o wielkości dłoni oraz prześcieradła. Najczęściej spotykanymi wymiarami są kwadraty o bokach 45 cm lub 70 cm.
Furoshiki wciąż jest używane w Japonii. W okresie powojennym na skutek wprowadzenia reklamówek zmniejszyła się liczba używających go osób, jednak obecnie obserwowany jest wzrost zainteresowania oraz wykorzystywania tej chusty w zastępstwie reklamówek z tworzywa sztucznego w ramach ochrony środowiska. Materiał wykorzystywany jest najczęściej do opakowania pudełek śniadaniowych (bentō) oraz narzuty na stół podczas przerwy śniadaniowej.
W dniu 6 marca 2006, ówczesna japońska minister środowiska, Yuriko Koike, zaprezentowała stworzoną przez siebie tkaninę furoshiki, mającą promować jej użycie.

## Galeria

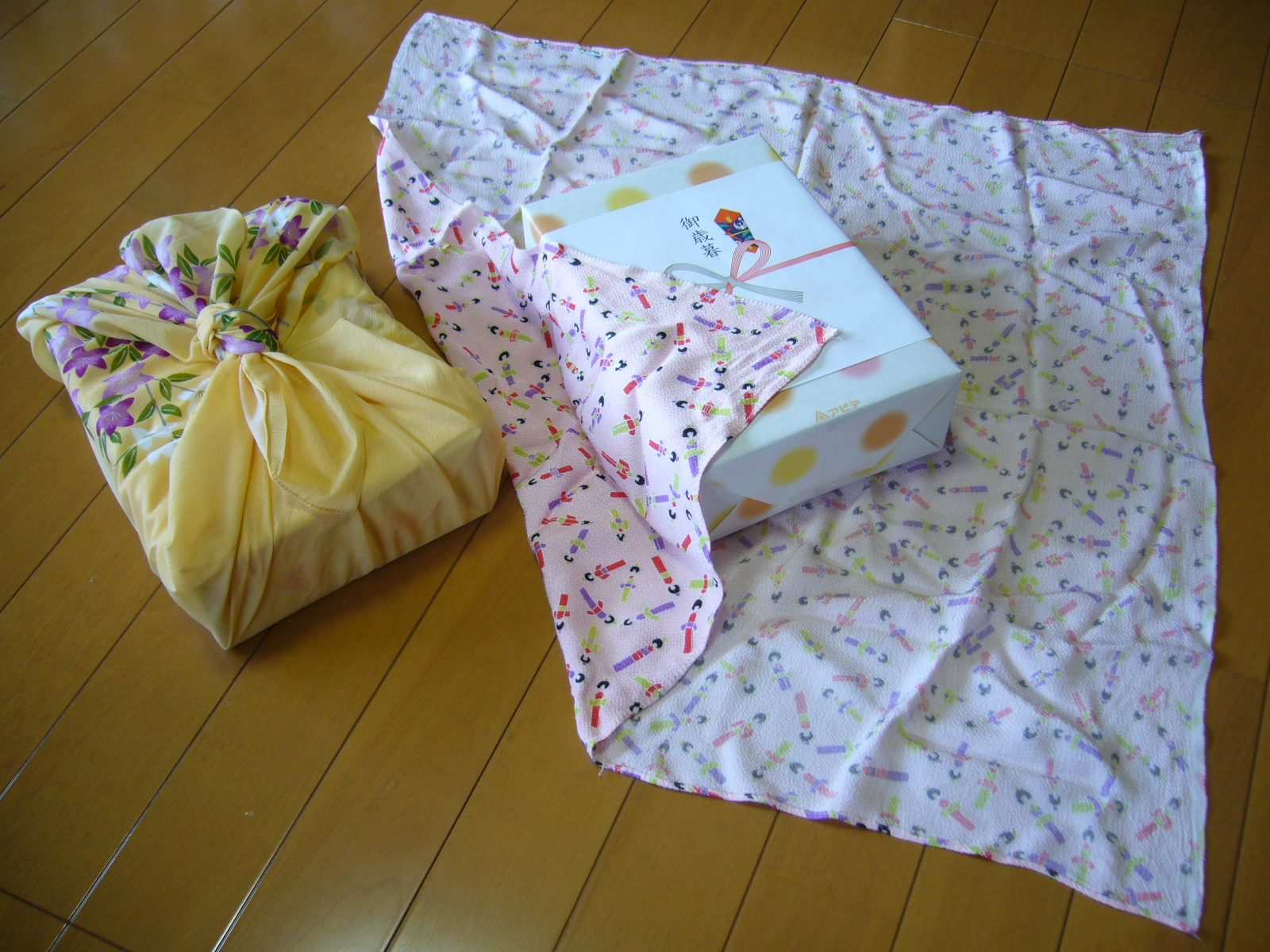
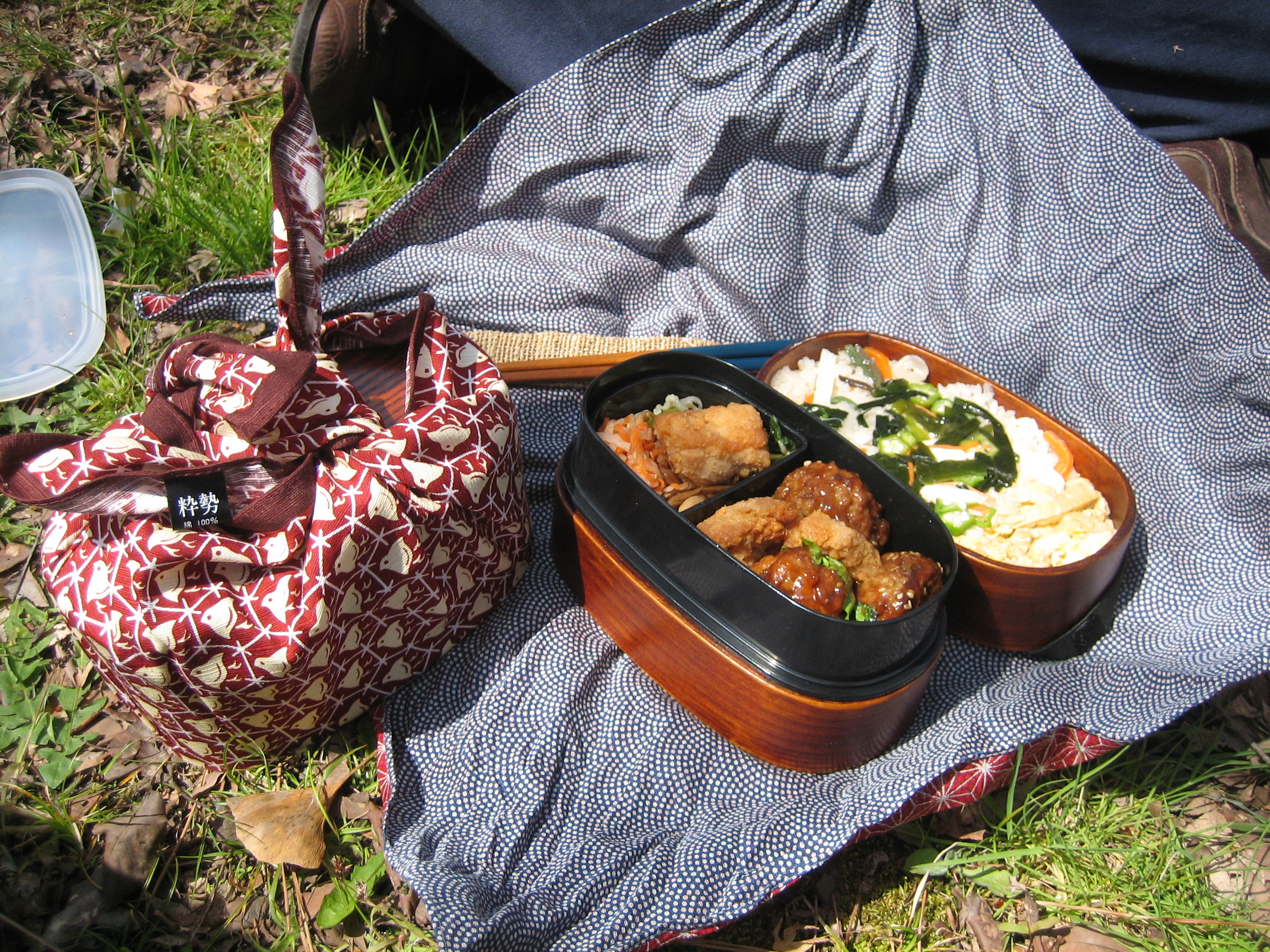
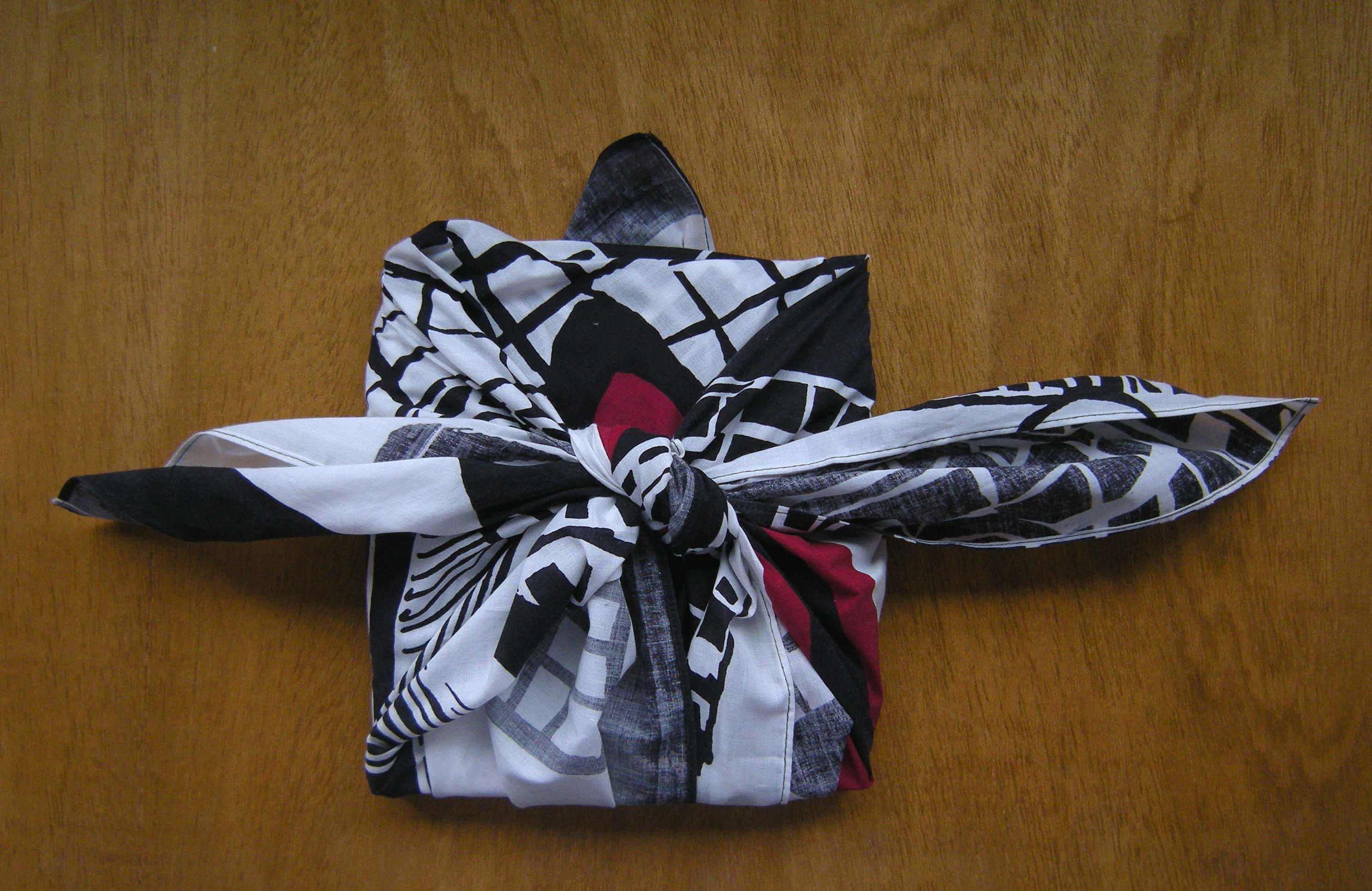
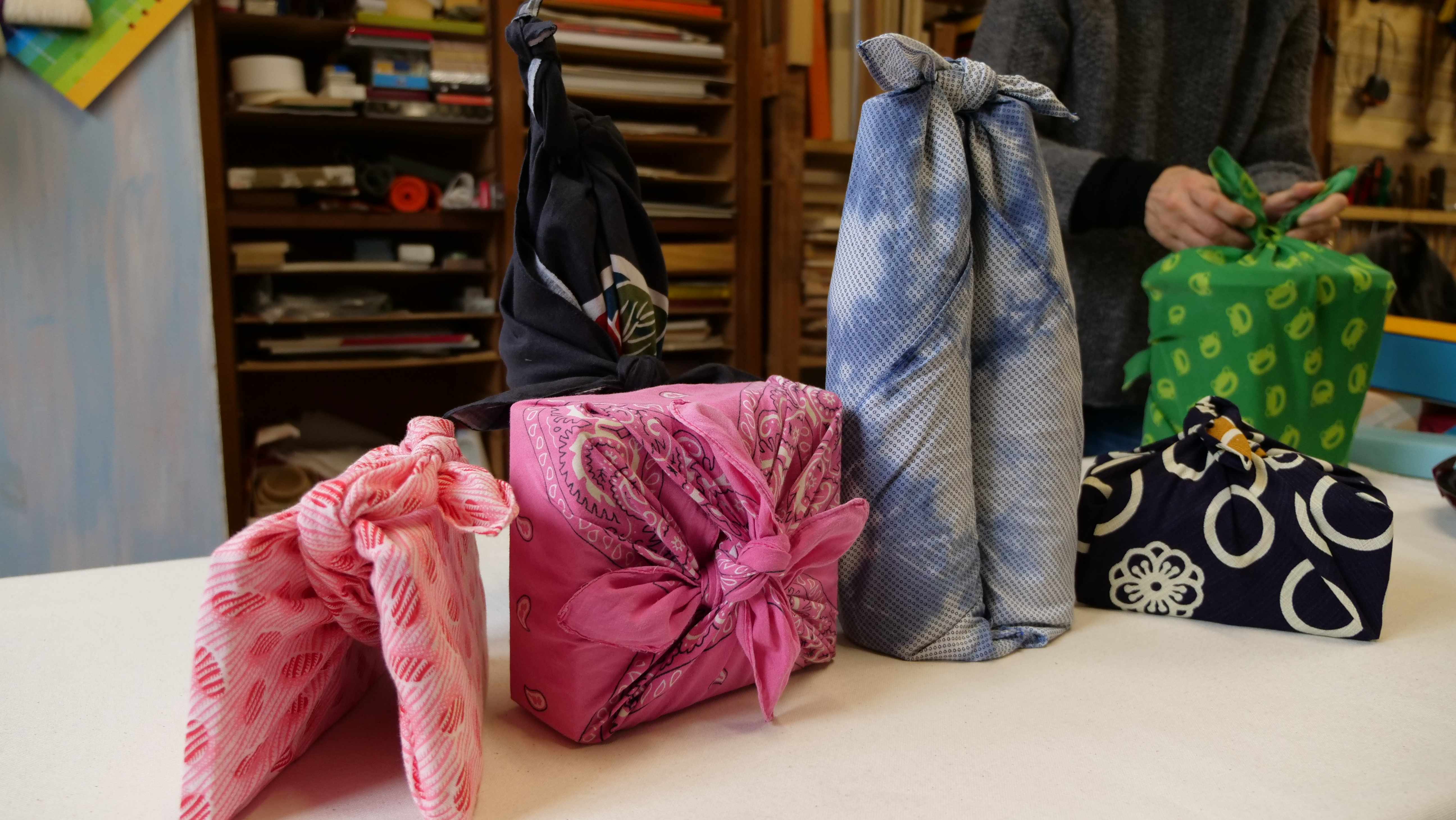